# Maricela González
Maricela González (Pereira, 8 de diciembre de 1968) es una actriz colombiana que reside en Estados Unidos.

## Biografía
Ha vivido en los Estados Unidos por muchos años, donde ha trabajado en exitosas producciones para la cadena Telemundo. Actualmente se encuentra en la novena temporada de El Señor de los Cielos producida por la misma cadena. Algunas de sus producciones para Telemundo incluyen Prisionera, con Gaby Spanic, Dónde está Elisa, como la fuerte Fiscal o Decisiones, y recientemente la vimos interpretando a Selma en la novela En Otra Piel junto a María Elisa Camargo y Laura Flores. También formó parte de la exitosa producción Una Maid en Manhattan como Calixta Meléndez, y ha sido conocida por el público infantil y juvenil al interpretar a Lola Estévez en Grachi. Su carrera remonta a varios años atrás en su país de origen donde comenzó su carrera como locutora de radio y cantante. Luego se vinculó a la gran cadena RCN TV donde realizó varias novelas de corte internacional como Guajira y Los Reyes entre otras.

## Filmografía

### Televisión
| Año       | Título                 | Personaje                   | Canal                            |
| --------- | ---------------------- | --------------------------- | -------------------------------- |
| 1990-1991 | Adorable Mónica        | Amanda                      | Venevisión                       |
| 1995-1996 | Hombres de honor       | Lorena tabarez              | Canal 1                          |
| 1995-1996 | Morelia                | Juanita                     | Televisa, Canal de las Estrellas |
| 1996-1997 | Guajira                | María de Fajardo            | Canal RCN                        |
| 1997      | La elegida             | Martha                      | Canal 1                          |
| 1999-2000 | Me muero por ti        | Fefa                        | Telemundo                        |
| 2001-2002 | Isabel me la veló      | Rosa                        | Canal RCN                        |
| 2004      | Prisionera             | Antonia "Tuerta" Pinzón     | Telemundo                        |
| 2005      | Decisiones             | Mercedes                    | Telemundo                        |
| 2005      | Casados con hijos      | Profesora Miss. Spikinglis  | Caracol Televisión               |
| 2005-2006 | Los Reyes              | María Eugenia Reyes         | Canal RCN                        |
| 2010      | Perro amor             | María                       | Telemundo                        |
| 2010      | ¿Dónde está Elisa?     | Adriana Castañeda           | Telemundo                        |
| 2011-2012 | Una maid en Manhattan  | Calixta Meléndez            | Telemundo                        |
| 2011-2013 | Grachi                 | Lola Estévez                | Nickelodeon (Latinoamérica)      |
| 2013      | Pasión prohibida       | Francisca Piamonte          | Telemundo                        |
| 2014      | En otra piel           | Selma Carrasco              | Telemundo                        |
| 2016-2024 | El Señor de los Cielos | Eunice Lara "La Felina"     | Telemundo                        |
| 2017      | Milagros de Navidad    | Rocío Sánchez (Episodio 19) | Telemundo                        |
| 2020      | La Doña                | Eunice Lara 'La Felina'     | Telemundo                        |

## Premios y nominaciones

### Premios Tu Mundo
| Año  | Categoría     | Película                 | Resultado |
| ---- | ------------- | ------------------------ | --------- |
| 2016 | Mejor villana | El señor de los cielos 4 | Ganadora  |